# Dirk Lang
Dirk Lang (* 28. April 1962 als Dirk Wolter-Orgas) ist ein deutscher Künstler. Er arbeitet in Berlin als Maler, Autor, Fotograf und Modell.

## Leben
Lang wuchs bei einer Pflegemutter in Celle auf und zog in den 1990er Jahren nach Berlin. Nach zwei abgebrochenen Studiengängen und Aushilfsjobs besann er sich im Alter von 29 Jahren auf das Schreiben, das ihn schon von früher Jugend an fasziniert hatte. Als Autor schrieb und fotografierte er 1996 das Buch Santa Adele. Jungfrau des Lichts – Ein Schweinemärchen als Benefiz-Projekt für ein AIDS-Hospiz. Als Motivation für dieses Buch bezeichnete er den Tod vier engster Freunde, wobei drei von ihnen an AIDS und einer an einem Herzinfarkt starb. Der Band präsentierte sich als eine Mischung aus fiktivem Roman und einem Bilderbuch mit Prominentenfotos (z. B. von Désirée Nick und Monty Arnold). Beim renommierten Clemens-Brentano-Preis erhielt das Buch den 2. Platz als bester Nachwuchsroman.
Als Fotomodell (Akt, Mode) arbeitete er mit Künstlern wie John Aigner, Raymond Angeles, Jürgen Baldiga, Patrick Balmer, Henning von Berg, Thomas Bliss, Rinaldo Hopf, Robert Recker, Sproject und Matthias Witter. Nach einem Fotoshooting mit Ralf König wird er auch als ehemaliges Pornomodell bezeichnet. Einen Namen machte sich Lang auch als Künstler mit Zeichnungen und Gemälden, die durch ihre sehr detailliert ausgearbeiteten Strukturen beeindruckten. Gemeinsam mit dem Berliner Szene-Fotografen Raymond Angeles realisierte Lang seine Fantasiegeschichte Die Tage von Sodom. Das Buch erschien 2006 als so genannter Photo Comic mit Fotos und englischen Texten. Gelegentlich publizierte er Kurzgeschichten in verschiedenen Schwulenmagazinen. Einige Fotos und Geschichten wurden in Anthologien des Querverlags abgedruckt. Sein zentrales Thema in Bild und Schrift ist die Lebenswelt schwuler Männer. Lang lebt in Berlin.

## Veröffentlichungen
- Dirk Wolter-Orgas, Santa Adele. Jungfrau des Lichts – Ein Schweinemärchen, Jackwerth Verlag, Köln, 1996, ISBN 3-932117-22-0, bebilderter Roman, dt.
- Dirk Lang, Raymond Angeles, The Days of Sodom, Gmünder Verlag, Berlin, 2006, ISBN 3-86187-974-3, Photo-Comic, engl.

## Ausstellungen
- Rinaldos Salon, zusammen mit Alexander von Agoston, Peter Colstee, Rinaldo Hopf, Martin E. Kautter, Ralf König, Bridge Markland, Martin von Ostrowski, Marc Pusch u. a. München 2. Dezember 2004 bis 5. Januar 2005.[4]